# Eisenbahnunfall von Chinchilla

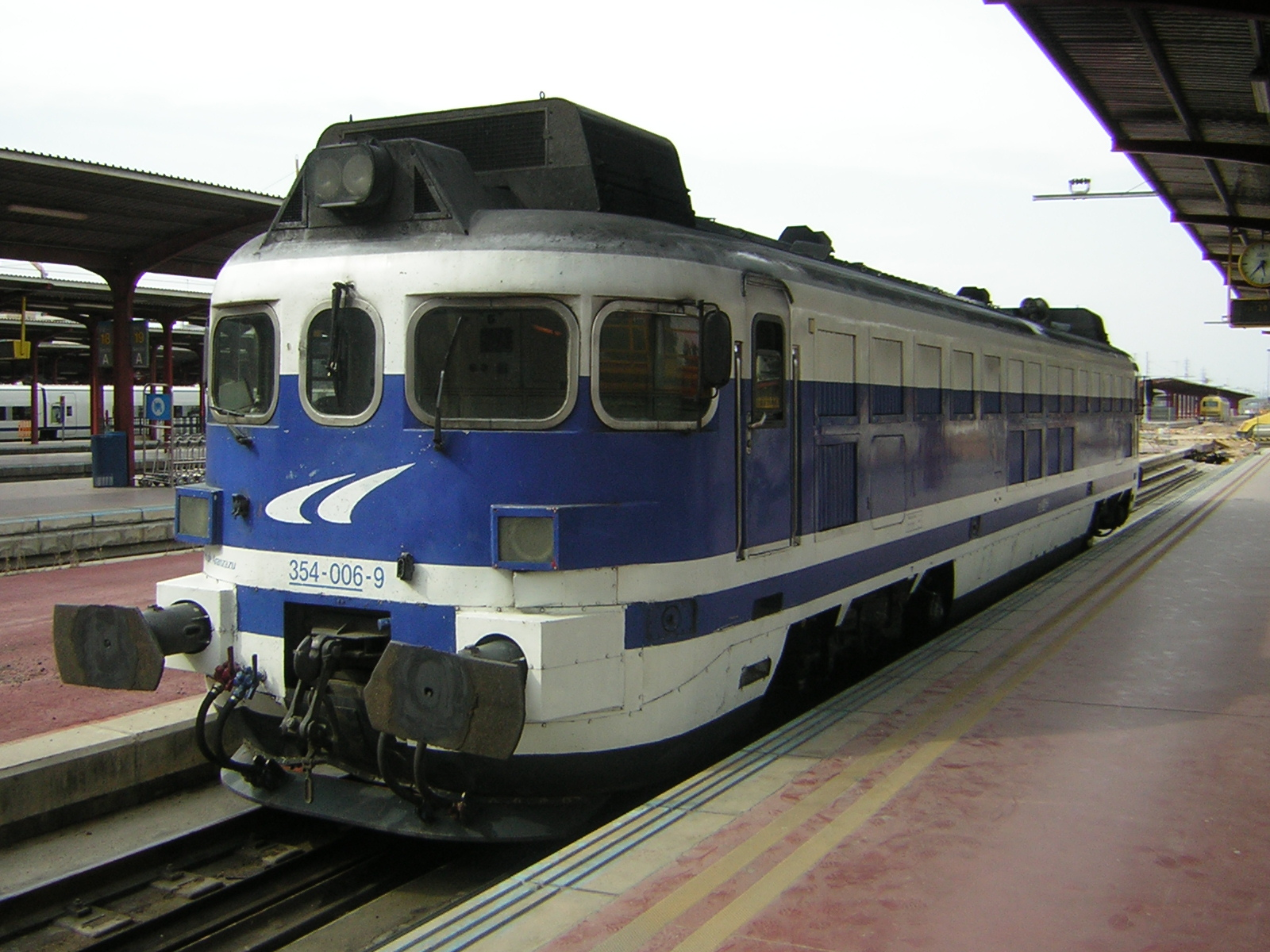
Schwesterlokomotive der Lokomotive, die den TALGO zog (RENFE-Baureihe 354).

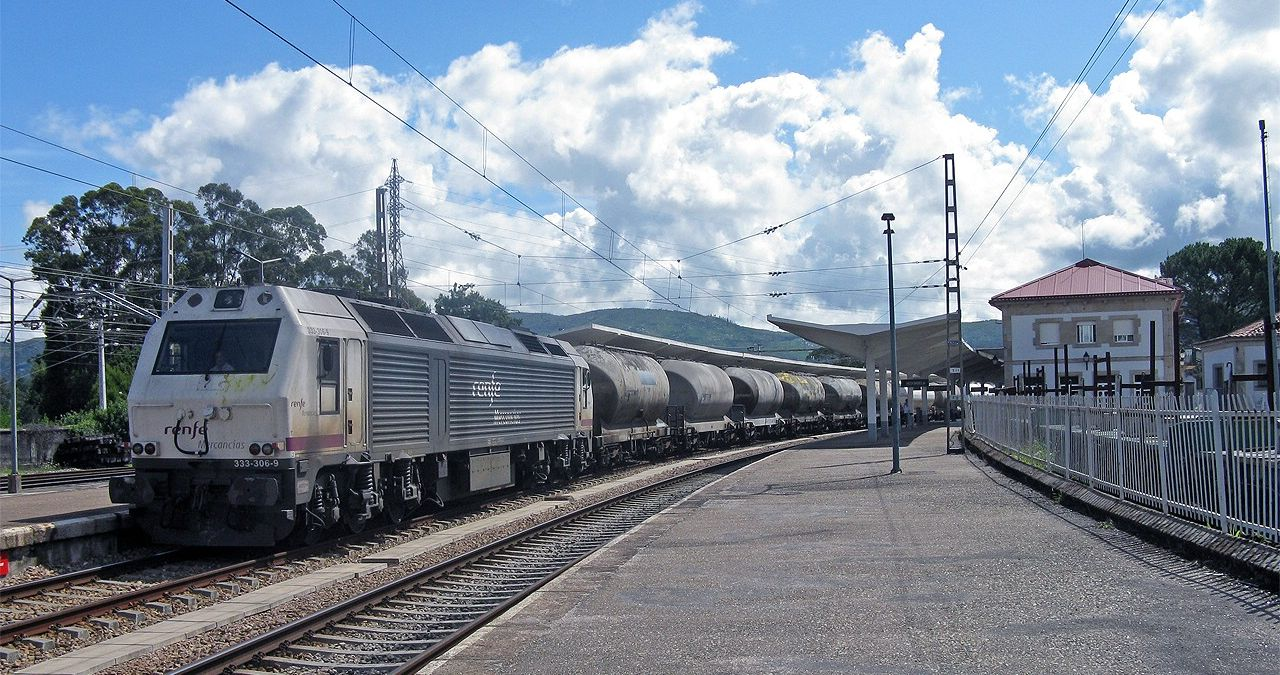
Schwesterlokomotive der Lokomotive, die den Güterzug zog (RENFE-Baureihe 333).

Bei dem Eisenbahnunfall von Chinchilla stießen am 3. Juni 2003 ein Talgo 4 und ein Güterzug der RENFE südöstlich von Chinchilla de Monte-Aragón, Provinz Albacete, Spanien, auf einer eingleisigen Strecke frontal zusammen. 19 Menschen starben.

## Ausgangslage

### Infrastruktur
Östlich des Bahnhofs Chinchilla gabelt sich die von Madrid kommende Strecke in einen Ast nach Murcia und Cartagena und einen zweiten Ast nach Alicante. Die Bahnstrecke Albacete–Murcia ist nicht elektrifiziert und jenseits der Verzweigung nur noch eingleisig. Die Sicherung von Zugfahrten erfolgte hier durch telefonischen Zugmeldebetrieb (damals noch auf 44 % der Strecken in Spanien üblich) und es gibt keine Zugbeeinflussung, die eine Zwangsbremsung auslösen könnte. Eine mobile Telefonverbindung zum Lokomotivpersonal gab es damals noch nicht, die Funkverbindung war gestört und funktionierte nicht.

### Verkehr
Ein Güterzug 83407 war auf der Strecke Albacete–Murcia, von Murcia kommend, in nördlicher Richtung unterwegs. Gezogen wurde er von der erst 2002 in Dienst gestellten Diesellokomotive 333.304. Er beförderte 28 Güterwagen, darunter auch Kesselwagen für den Transport von Schwefelsäure.
Der Talgo 226 fuhr von Madrid Atocha (ab: 19:05 Uhr) nach Cartagena in südliche Richtung. Er führte zwei Wagen 1. Klasse, die unmittelbar hinter der Lokomotive liefen, einen Buffetwagen und fünf Wagen 2. Klasse. Gezogen wurde der Zug von der Diesellokomotive 354.007-7 „Virgen de Begoña“. Nur 82 Personen waren im Zug – einschließlich des Personals – unterwegs, drei Mann besetzten zusätzlich die Lokomotive. Gegen 21:35 hielt der Zug im Bahnhof Chinchilla.

## Unfallhergang
Der 37 Jahre alte Fahrdienstleiter des Bahnhofs Chinchilla, der hier seit sechs Jahren Dienst tat, stellte das Ausfahrsignal des Bahnhofs auf „Fahrt frei“. Er hatte vergessen, dass sich der Güterzug noch auf der Strecke befand, oder er handelte fahrlässig und verließ sich darauf, dass der Lokomotivführer nicht losfahren durfte, bevor der Fahrdienstleiter zusätzlich noch mit dem Befehlsstab die Fahrt freigab. Ob letzteres dann geschah, blieb umstritten. Der Fahrdienstleiter bestritt im Nachhinein, das getan zu haben. Der Lokomotivführer des Talgo ging aber davon aus, dass das Signal  für die Einfahrt in die eingleisige Strecke nach Murcia erteilt war, und fuhr los.
Als der Fahrdienstleiter bemerkte, dass sich der Zug in Bewegung setzte, versuchte er noch, ihn anzuhalten. Das Zugpersonal nahm ihn aber nicht mehr wahr. Die Züge stießen gegen 21:40, ca. 3 km vom Bahnhof Chinchilla entfernt, frontal zusammen. Die Lokomotive des Güterzugs schob sich auf die des Talgo auf. In Folge des Zusammenpralls entzündete sich der Dieselvorrat der Lokomotiven und es brach ein Feuer aus, das schnell auf die Lokomotive des Talgo, die beiden ersten Wagen, in denen sich 27 Menschen befanden, und die darauf liegende Lokomotive des Güterzuges übergriff. Bei dem Brand sollen Temperaturen bis zu 1.800 °C entstanden sein. Beide Lokomotiven wurden durch den Aufprall zerstört.

## Folgen

### Unmittelbare Folgen
19 Menschen starben, einschließlich der fünf, die auf den Lokomotiven Dienst taten. Mindestens fünf Menschen starben durch den Aufprall, die anderen verbrannten. Die meisten Todesopfer befanden sich in den beiden 1.-Klasse-Wagen an der Spitze des Zuges. 46 Menschen wurden darüber hinaus verletzt. Die Bewohner von Chinchilla wurden gewarnt, in den Häusern zu bleiben, da befürchtet wurde, dass auch Schwefelsäure austreten könne. Wie sich aber bei den Bergungsarbeiten herausstellte, waren die entsprechenden Wagen leer und enthielten nur noch relativ geringe Reste der Säure. Die Identifizierung der Toten erwies sich in einigen Fällen als schwierig, da die Leichen hochgradig verbrannt waren.
Premierminister José María Aznar, Verkehrsminister Francisco Álvarez-Cascos und der Präsident der Region Kastilien-La Mancha, José Bono Martínez, besuchten die Unfallstelle.

### Mittelbare Folgen
Das Sicherungssystem für Zugfahrten auf der Strecke sollte nach dem Unfall verbessert werden. Bereits einen Monat vor dem Unfall war der Auftrag zur Ausstattung der Strecke mit einem automatischen Zugsicherungssystem für 30 Mio. Euro vergeben worden, weil sich bereits zuvor, 40 Kilometer weiter südlich, in der Stadt Albacete ein Unfall ereignet hatte, bei dem zwei Menschen gestorben und 50 darüber hinaus verletzt worden waren. Die Gewerkschaften beklagten den Mangel an Investitionen in das Schienennetz in den Regionen Murcia und Kastilien-La Mancha. Auch in der Öffentlichkeit wurde die primitive Zugsicherung kritisiert, die keine technischen Vorkehrungen dagegen vorsah, damit nicht zwei Züge gleichzeitig in die eingleisige Strecke einfuhren.
Der Fahrdienstleiter wurde 2006 wegen grob fahrlässigen Totschlags in 19 Fällen und grob fahrlässiger Körperverletzung in 46 Fällen zu 2 Jahren Freiheitsstrafe und vier Jahren Berufsverbot verurteilt. Da das Gericht ihn als sozial integriert einstufte, ohne Vorstrafen, er Vater von zwei Kindern war, eines davon mit einer Behinderung, ging es davon aus, dass eine Haft nutzlos wäre und sprach die Freiheitsstrafe auf Bewährung aus. Der ehemalige Fahrdienstleiter arbeitete schon zur Zeit des Strafprozesses als Lehrer. Auch zum Zeitpunkt des Strafprozesses gab es – entgegen den Aussagen von RENFE unmittelbar nach dem Unfall – immer noch keine automatisierte Zugsicherung auf der betroffenen Strecke.